# Венцислав Симеонов
Венцислав Симеонов е българо-италиански волейболист.
Роден е на 3 февруари 1977 година в Пловдив в семейството на волейболиста Каспар Симеонов. От 1996 година играе в различни италиански отбори, като получава италианско гражданство и участва в националния отбор на Италия, с който печели сребърен олимпийски медал на Олимпиадата в Атина през 2004 година. В днешни дни е треньор на Хебър (Пазарджик).